# Kraljevska palača u Caserti
Kraljevska palača u Caserti (talijanski: Reggia di Caserta) je bivša kraljevska rezidencija u gradu Caserta, izgrađena za burbonske kraljeve Napulja. Bila je najveća palača i vjerojatno najveća građevina u Europi podignuta u 18. stoljeću. Godine 1996., palača u Caserti je, zajedno sa svojim dijelovima - Vanvitellijevim akvaduktom i tvorničkim kompleksom San Leucio, upisana na UNESCO-ov popis mjesta svjetske baštine u Europi kao "monumentalni kompleks je bio pokušaj burbonskog kralja Karla III. da oživi sjaj Versajske palače i Kraljevske palače u Madridu. Jedinstven je u tome što je spojio veličanstvenu palaču s parkom i vrtovima, ali i prirodnim šumovitim okolišem, lovačkim ložama i tvornicom svile. Tako je, prosvjetiteljski nenametljivo, svojom materijalnom formom palača uklopljena u okolicu".

## Povijest
Izgradnja palače je započela 1752. godine za Karla III. Napuljskog, koji je blisko surađivao sa svojim arhitektom Vanvitellijem. Karlo je želio izgraditi palaču kao novu administrativnu prijestolnicu Napuljskog Kraljevstva koje će štititi dvor od mogućih napada s mora, kojima je bila izložena u Napulju. Kralj je odlučio dodati i kazalište, veliku knjižnicu i sveučilište.
Iako je Karlo bio oduševljen Vanvitellijevim planovima, nije uspio niti jednu noć prenoćiti u palači jer je morao abdicirati 1759. godine, kako bi preuzeo španjolsko prijestolje, te je izgradnja palače nastavljena za njegova trećeg sina i prijestolonasljednika, Ferdinanda IV. Vanvitelli je preminuo 1773. godine i izgradnju je nastavio njegov sin Carlo, do njenog završetka 1780. godine. 
Stanovništvo Stare Caserte (Caserta Vecchia) je premješteno nekih 10 kilometara kako bi bilo na raspolaganju palači, a tvornica svile u odmaralištu San Leucio je prerušena u paviljon parka. Planirana je i monumentalna avenija, duga 20 kilometara, koja je trebala spojiti Napulj s palačom, ali nije nikada realizirana.
Godine 1945., palača je bila mjesto potpisivanja prve predaje njemačkih snaga u Drugom svjetskom ratu. Njemačke snage su brojile oko 600,000 - 900,000 vojnika raspoređenih na talijanskoj fronti i dijelovima Austrije.

## Odlike
Palača ima kvadratičan plan promjera 247 x 184 m. Sve četiri strane su spojene s oktogonalnim kracima s kojima čine četiri unutarnja dvorišta, od kojih svako ima više od 3,800 m². Iza fasada ovih identičnih segmenata koji čine četvorostruko dvorište, uzdižu se građevine za svakodnevne poslove, tako je lijevi krak služio kao baraka, te je u drugom svjetskom ratu služio kao oporavljalište. 
Kao politički, ali i društveni predložak, Vanvitelliju je bila Versajska palača, koja je iako potpuno drugačija izgledom, na sličan način riješila probleme kraljevske audijencije i skrbljenja za kralja, te smještaj dvora i vlade u jednu masivnu građevinu koja je svojom društvenom organizacijom zapravo mali grad koji u baroknom načelu la nature forcée želi preurediti prirodu. Kao predložak korištene su i Kraljevska palača u Madridu Filipa V. arhitekta F. Juvarra, u kojoj je Karlo odrastao,  i Charlottenburg. Prostrani oktogonalni vestibul je inspiriran crkvom Basilica di Santa Maria della Salute iz Venecije, dok se kraljevska kapela uspoređuje s kraljevskom kapelom u Versaillesu arhitekta de Cotea. Od svih građevina koje su slijedile izgled Versajske palače, Reggia di Caserta joj najviše sliči: od neprikunotog niza balustrada, uz povremeni prekid nekim paviljonom s dugom, identičnom fasadaom. Poput Vesaillesa, veliki akvadukt (Vanvitellijev akvadukt) je morao biti izgrađen kako bi se vodom namirile brojne fontane i bazeni. Poput svoga francuskog modela, i palača u Caserti je izgrađena da osigura vladaru baroknu premoć. 
Novina u Caserti je ta što iznad kraljevskog kata (piano reale) postoji još jedan podjednake vrijednosti i uzvišenosti. Na kraju se u palači nalazilo 1,200 soba, dvadesetak državnih apartmana i kraljevsko kazalište izgrađeno po uzoru na Teatro San Carlo u Napulju. Arhitektura kasno-baroknih salona, u kojima je bila smještena, odražavala je državno bogatstvo.  U palači su se nalazile i stambene prostorije za kraljevsku obitelj, ali i birokratski uredi vlade, državna knjižnica, sveučilište, državno kazalište; sve udaljeno od nereda i buke prenapučenog Napulja. Pored toga, ova palača je imala i prednost što je udaljena od mora, što ju je činilo lakše branjivom od one u Napulju. U tu svrhu je kraljevski garnizon bio smješten unutar njenih zidina. 
Veliko ulazna cesta za kočije je danas uklopljena u cestovnu mrežu Napulja. Industrijski kompleks Belvedere (u odmaralištu San Leucio), za proizvodnju svile, je također izvanredan primjer utjelovljenja idealističkih principa kojima se željela istaknuti organizirana i uređena država.
- Oktogonalni vestibul
- Jedno od četiri oktogonalna atrija palače
- Engleski vrt
- Fontana Dijane i Akteona

## Park
Vrt palače je tipičan primjer produženog dvorišnog vrta palače, te se proteže na 120 ha, dijelom na brdovitom terenu. Inspirian je versajskim parkom, ali se čak smatra ljepšim. Park započinje od stražnje strane palače koja zakriljuje dugu aleju vještačkih fontana i kaskada. U gornjem dijelu se nalazi engleski vrt Carla Vanvitellija i dizajnera vrtova koji se školovao u Londonu, Johna Graefera iz 1780. godine. To je jedan od prvih kontinentalnih primjera "engleskog vrta" sa svim svojim naturalističkim odlikama. 
Svaka fontana i kaskada u intervalima puni jedan plitki bazen ("vasca") uz dugi i pravilan kanač koji teče prema horizontu, za čiju je arhitekturu i hidrauliku zaslužan Luigi Vanvitelli. Oni su:
- Fontana Dijane i Akteona (skulpture Paolo Persico, Brunelli, Pietro Solari);
- Fontana Venere i Adonisa (1770. – 80.);
- Fontana dupina (1773. – 80.);
- Eolova fontana;
- Fontana Ceres.

Veliki broj figura po klasičnim antičkim modelima su djelo Gaetana Salomonea i njegove radionice.

## Baština
Palača u Caserti je bila scenom za mnoge filmove, poput  Ratovi zvijezda I: Fantomska prijetnja i nastavku Ratovi zvijezda II: Klonovi napadaju, te Nemoguća misija III. (umjesto Vatikana) i Anđeli i demoni (film).

## Vanjske poveznice
- [neaktivna poveznica]
- Povijest i informacije (tal.) i (engl.)
- CBC arhiv Multimedijalna radio reportaža CBC Radija o predaji njemačkih snaga u palači 2. svibnja 1945.